# Томпсон (Пенсільванія)
Томпсон (англ. Thompson) — місто (англ. borough) в США, в окрузі Сасквегенна штату Пенсільванія. Населення — 254 особи (2020).

## Географія
Томпсон розташований за координатами 41°51′49″ пн. ш. 75°30′51″ зх. д. / 41.86361° пн. ш. 75.51417° зх. д. (41.863656, -75.514124).  За даними Бюро перепису населення США в 2010 році місто мало площу 1,33 км², уся площа — суходіл.

## Демографія
Згідно з переписом 2010 року, у селищі мешкало 299 осіб у 126 домогосподарствах у складі 78 родин. Густота населення становила 225 осіб/км².  Було 163 помешкання (123/км²).
Расовий склад населення:
| - 98,7 % — білих - 0,3 % — чорних або афроамериканців |

До двох чи більше рас належало 1,0 %. Частка іспаномовних становила 0,7 % від усіх жителів.
За віковим діапазоном населення розподілялося таким чином: 23,1 % — особи молодші 18 років, 60,8 % — особи у віці 18—64 років, 16,1 % — особи у віці 65 років та старші. Медіана віку мешканця становила 42,4 року. На 100 осіб жіночої статі у селищі припадало 94,2 чоловіків;  на 100 жінок у віці від 18 років та старших — 98,3 чоловіків також старших 18 років.
Середній дохід на одне домашнє господарство  становив 41 572 долари США (медіана — 29 712), а середній дохід на одну сім'ю — 46 280 доларів (медіана — 32 500). За межею бідності перебувало 21,9 % осіб, у тому числі 22,2 % дітей у віці до 18 років та 31,0 % осіб у віці 65 років та старших.
Цивільне працевлаштоване населення становило 137 осіб. Основні галузі зайнятості: освіта, охорона здоров'я та соціальна допомога — 33,6 %, виробництво — 18,2 %, транспорт — 8,0 %, мистецтво, розваги та відпочинок — 8,0 %.